# Edraianthus australis
Edraianthus australis är en klockväxtart som först beskrevs av Richard von Wettstein, och fick sitt nu gällande namn av Lakušic, Greuter, Burdet och G.Long. Edraianthus australis ingår i släktet Edraianthus och familjen klockväxter.
Artens utbredningsområde är Grekland. Inga underarter finns listade i Catalogue of Life.